# Cebolla de Figueras

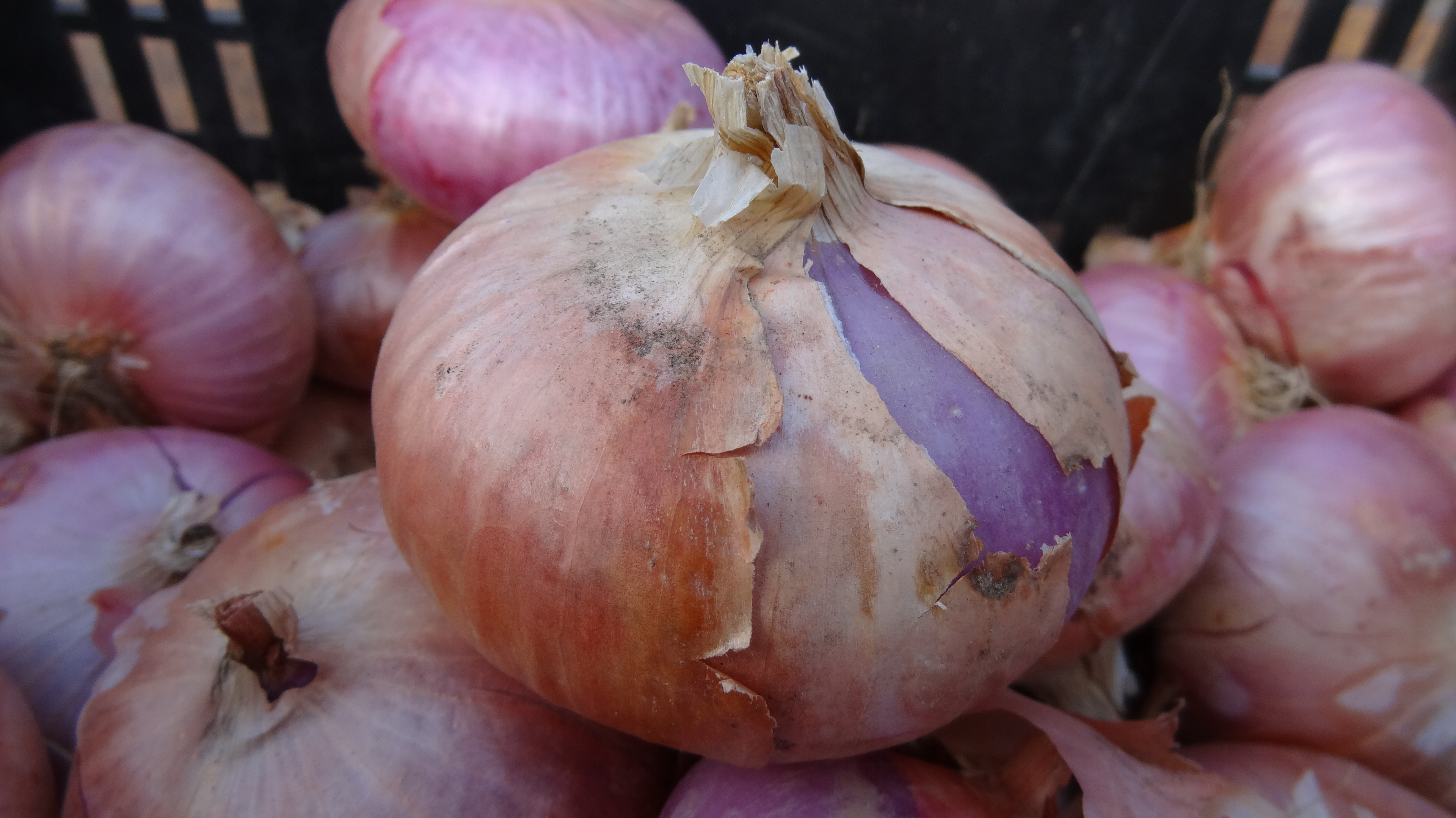
Cebolla de Figueres

La cebolla de Figueras es una variedad de cultivo de cebolla (Allium cepa) no híbrida, de bulbo subglobós, un poco achatado, con la capa externa morada y las túnicas interiores de un color más pálido, muy apreciada por su carne dulce y textura blanda. Tal como indica su nombre es típica de la región de Figueras y del resto del Ampurdán. Se diferencia de las otras variedades porque tiene un gusto dulce, es de consistencia blanda, de color rosado con tendencia a lila, de forma un poco aplanada, de tamaño mediano y de unos 200 gramos de peso por unidad. 

## Cultivo
Es una planta resistente al frío pero requiere temperaturas un poco elevadas y un mínimo de duración del día para formar el bulbo. Se hace de plantel. Se tiene que sembrar entre diciembre y enero, a pesar de que depende de la meteorología también se puede plantar en febrero. Plantarla antes de tiempo no siempre es bueno. La cebolla necesita frío y si lo coge más crecida se desarrolla peor y produce más cañón de bulbo. La cosecha de cebolla seca es en verano y la de cebolla tierna en invierno.  Otra peculiaridad es que requiere un ambiente seco, en el Ampurdán dicen que "Valen más dos días de viento (tramontana) que una ensulfatadora". 

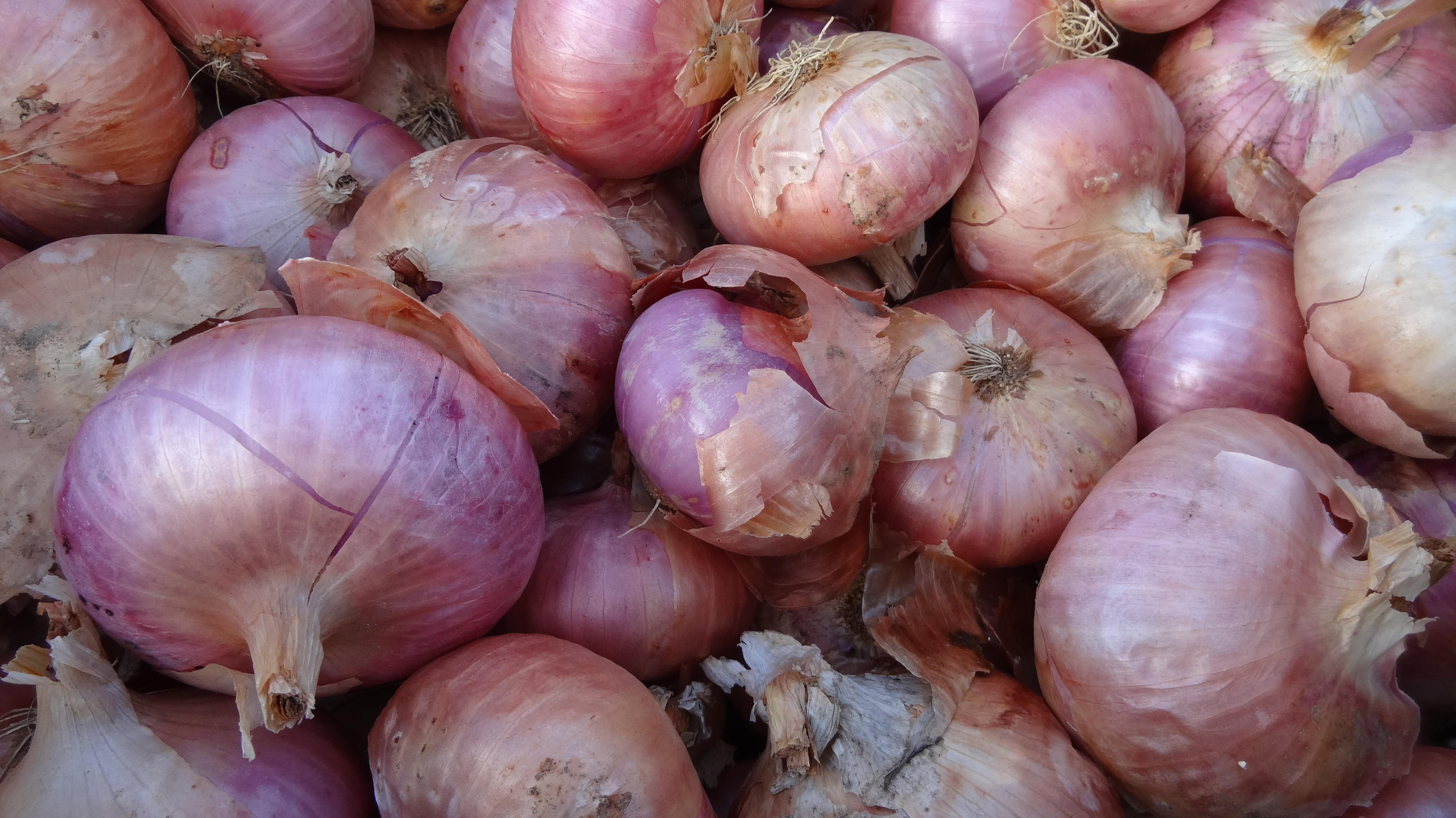
Cebolla de Figueres

## Propiedades nutricionales
Ayuda a eliminar líquidos porque tiene mucho potasio y poco sodio. Es una fuente de vitaminas del grupo B, como el ácido fólico, necesarias durante el embarazo. El magnesio de la cebolla favorece el buen funcionamiento de los intestinos, de los nervios, de los músculos y del sistema inmunológico. Abusar de la cebolla puede producir flatulencia, porque contiene azufre.

## Gastronomía
Una preparación que mejora su gusto al comerla en crudo, por ensalada, a la hora de prepararla, es no utilizar ninguna herramienta de corte, sino hacerle un golpe para chafarla, y separar el trozos para comer. Es de gusto suave y crujiente al mordisco. Esto hace que sea popular para tomarla en sofritos o directamente sin cocer.